# A nagy kérdés
A nagy kérdés (What Would We Do Without You?) a Született feleségek (Desperate Housewives) című amerikai filmsorozat hatvannyolcadik epizódja. Az Amerikai Egyesült Államokban először az ABC (American Broadcasting Company) adó sugározta 2007. május 13-án.

## Az epizód cselekménye
A csúnyán felszarvazott Tom, megpróbál mindent megtenni azért, hogy megmentse a zátonyra futott házasságát. Eközben Mike és Susan eljegyzik egymást, pontosabban Susan megkéri Mike kezét. Edie minden vágya az, hogy összeköltözzön Carlos-szal, s ennek érdekében még arra is képes, hogy keresztbe tegyen neki. Gabrielle gonosz tettet követ el, vagyis egész egyszerűen ellopja Susan esküvői terveit és előkészületeit, ezért a feldühödött barátnő kénytelen lemondani a saját esküvői ceremóniáját.

## Mellékszereplők
- Rachel Fox - Kayla Huntington
- Ellen Geer - Lillian Simms
- William Ragsdale - Scott McKinney
- John Rosenfeld - Dr. Shiller
- John Slattery - Victor Lang
- J. Michael Flynn - François
- Pamela Shaddock - Ápolónő
- Edward Stanley - Mrs. Simms fia

## Mary Alice epizódzáró monológja
- A narrátor, Mary Alice monológja az epizód végén így hangzik (a magyar változat alapján):

"Attól a pillanattól kezdve, hogy reggel felébredünk, addig, míg fejünk este a párnára hanyatlik, életünk tele van kérdésekkel. Legtöbbjük könnyen megválaszolható, és hamar feledésbe merül. De vannak kérdések, amiket nehéz feltenni, annyira rettegünk a választól.

 >>Látni fogom még felnőni a gyermekeimet?<<

 >>Hibát követek el azzal, hogy hozzámegyek ehhez az emberhez?<<

 >>Képes lesz-e valaha is igazán szeretni?<<

És mi van, ha feltesszük magunknak a nagy kérdést, és azt a választ kapjuk, amit reméltünk? Hát, ott kezdődik a boldogság."

## Érdekesség
- Az Ellen Geer által alakított idős hölgy, Lillian Simms ebben az epizódban tűnik fel először a sorozatban. A negyedik évad negyedik, Kártevők című részében ismét megjelenik, és habár akkor szerepel utoljára, jó nagy galibák ígéretét hagyja maga mögött.

## Epizódcímek szerte a világban
- Angol: What Would We Do Without You? (Mihez kezdenénk nélküled?)
- Francia: Deux gars, deux filles (Két fiú, két lány)
- Német: Die Frage aller Fragen (Minden kérdések legnagyobbika)
- Olasz: Domande (Kérdések)
- Spanyol: Qué haríamos sin ti (Mihez kezdenénk nélküled)
- Holland: Świat bez ciebie byłby pusty (Nélküled üres lenne a világ)